# Zmarli w roku 1980
Lista osób zmarłych w 1980:

## styczeń 1980
- 2 stycznia:
  - Władysław Skoraczewski, polski śpiewak operowy, dyrygent i działacz harcerski[1]
  - Cecylia Vetulani, polska historyczka sztuki, konserwatorka zabytków[2]
  - Jacek Zejdler, polski aktor[3]
- 8 stycznia – Tadeusz Strzałka, polski oficer (ur. 1895)
- 24 stycznia – Nils Westermark, szwedzki żeglarz, medalista olimpijski[4]
- 30 stycznia – Maria Bolognesi, włoska mistyczka, błogosławiona katolicka[5]

## luty 1980
- 2 lutego – William Howard Stein, amerykański chemik, laureat Nagrody Nobla[6]
- 13 lutego
  - Marian Rejewski, polski matematyk, kryptolog, który razem z Henrykiem Zygalskim i Jerzym Różyckim złamał kod niemieckiej maszyny szyfrującej Enigma[7]
  - Zofia Stachurska, polska śpiewaczka klasyczna[8]
- 19 lutego – Bon Scott, członek australijskiego zespołu hardrockowego AC/DC, z pochodzenia Szkot[9]
- 22 lutego – Oskar Kokoschka, austriacki malarz, poeta i grafik[10]

## marzec 1980
- 2 marca – Jarosław Iwaszkiewicz, polski pisarz[11]
- 3 marca – Awraham Rakanti, izraelski polityk[12]
- 5 marca – Asłanbi Achochow, radziecki polityk[13]
- 6 marca – Willem de Vries Lentsch, holenderski żeglarz, medalista olimpijski[14]
- 13 marca – Władysław Dziadosz, prawnik, polityk, wojewoda kielecki[15]
- 14 marca – Anna Jantar, polska piosenkarka, zginęła w katastrofie lotniczej[16]
- 18 marca – Erich Fromm, amerykański psychoanalityk, filozof i psycholog[17]
- 22 marca – Ernest Pischinger, twórca Wyższej Szkoły Inżynierskiej w Bydgoszczy, chemik[18]
- 24 marca – Oscar Romero, arcybiskup Salwadoru, obrońca praw człowieka, święty Kościoła katolickiego[19]
- 27 stycznia – Rudolf-Christoph Freiherr von Gersdorff, niemiecki oficer, odkrywca masowych grobów polskich oficerów, ofiar zbrodni katyńskiej[20]
- 29 marca – William Gemmell Cochran, amerykański statystyk[21]
- 31 marca
  - Jesse Owens, lekkoatleta amerykański[22]
  - Stanisław Ujejski, generał brygady obserwator Wojska Polskiego[23]

## kwiecień 1980
- 4 kwietnia
  - Aleksander Ford, polski reżyser filmowy[24]
  - Władysław Tatarkiewicz, polski filozof, estetyk i etyk, historyk sztuki[25]
- 11 kwietnia – Bronisław Przyłuski, polski dramatopisarz, poeta i tłumacz[26]
- 15 kwietnia – Jean-Paul Sartre, francuski filozof i pisarz[27]
- 24 kwietnia – Alejo Carpentier, kubański pisarz, muzykolog i dziennikarz[28]
- 24 kwietnia – Adolf Bożyński, polski aktor teatralny i radiowy, piosenkarz, żołnierz 2 Korpusu Polskiego[29]
- 29 kwietnia
  - Magnus Hellström, szwedzki żeglarz, olimpijczyk[30]
  - Alfred Hitchcock, reżyser brytyjski[31]
- 30 kwietnia
  - Stanisław Gołąb, polski matematyk, przedstawiciel krakowskiej szkoły matematycznej[32]
  - Sigurd Kander, szwedzki żeglarz, medalista olimpijski[33]

## maj 1980
- 4 maja – Josip Broz Tito, polityk i marszałek jugosłowiański[34]
- 7 maja:
  - Aoua Kéita, malijska aktywistka niepodległościowa, pisarka i polityczka (ur. 1912)
- 18 maja
  - Ian Curtis, wokalista rockowej formacji Joy Division[35]
  - Mieczysław Niedzielski, ps. Żywiciel, podpułkownik, dowódca II Obwodu Armii Krajowej Żoliborz[36]
- 26 maja – Marian Kułakowski, podpułkownik dyplomowany artylerii Wojska Polskiego, działacz niepodległościowy, kawaler Orderu Virtuti Militari[37]

## czerwiec 1980
- 1 czerwca – Hanna Główczewska, polska artystka plastyk, ceramiczka
- 5 czerwca – Jerzy Borysowicz, polski lekarz neurolog i psychiatra
- 7 czerwca – Henry Miller, amerykański pisarz
- 18 czerwca – Kazimierz Kuratowski, polski matematyk
- 30 czerwca – Halina Snopkiewicz, polska powieściopisarka i tłumaczka

## lipiec 1980
- 5 lipca – Ary Sternfeld, jeden z pionierów kosmonautyki pochodzenia polskiego
- 7 lipca – Ján Futák, słowacki duchowny katolicki, botanik i działacz ochrony przyrody, znawca flory Słowacji
- 11 lipca – Zygmunt Berling, polski generał
- 13 lipca – Seretse Khama, polityk botswański, pierwszy prezydent Botswany
- 18 lipca – Hanna Januszewska, polska prozaik, poetka, tłumaczka, autorka sztuk teatralnych i słuchowisk
- 24 lipca – Peter Sellers, angielski aktor filmowy, teatralny i kabaretowy
- 25 lipca – Władimir Wysocki, rosyjski poeta, pieśniarz i aktor
- 27 lipca – Mohammad Reza Pahlawi, ostatni szach Iranu

## sierpień 1980
- 14 sierpnia – Marion Zinderstein Jessup, amerykańska tenisistka
- 15 sierpnia – Maria Piskorska, polska działaczka niepodległościowa, harcmistrzyni, nauczycielka
- 20 sierpnia – Joe Dassin, francuski piosenkarz
- 22 sierpnia – James Smith McDonnell, amerykański inżynier, konstruktor i producent samolotów
- 25 sierpnia – Jadwiga Pierzchalanka, polska taterniczka, grotołaz, narciarka wysokogórska
- 26 sierpnia – Tex Avery, amerykański twórca filmów animowanych
- 31 sierpnia – Wanda Bartówna, polska aktorka

## wrzesień 1980
- 8 września – Willard Libby, amerykański chemik, laureat Nagrody Nobla
- 15 września – Bill Evans, amerykański pianista jazzowy
- 17 września – Anastasio Somoza Debayle, nikaraguański polityk, prezydent Nikaragui
- 25 września – John Bonham, perkusista rockowy, członek zespołu Led Zeppelin
- 26 września – Roman Nowak, polski polityk

## październik 1980
- 2 października – John Kotelawala, cejloński polityk, premier Cejlonu
- 3 października – Jerzy Żurawlew, polski pianista, kompozytor, profesor, inicjator Międzynarodowego Konkursu Pianistycznego im. Chopina
- 20 października – Robert Whittaker, amerykański botanik i ekolog
- 21 października – Hans Asperger, austriacki pediatra, psychiatra
- 25 października – Florian Zając, polski duchowny katolicki, kapelan AK, działacz antykomunistyczny, więzień PRL
- 29 października – Róbert Kubín, słowacki taternik i działacz taternicki

## listopad 1980
- 7 listopada – Steve McQueen, aktor amerykański
- 8 listopada – Andrzej Kunachowicz, pułkownik dyplomowany kawalerii Wojska Polskiego
- 20 listopada – John McEwen, australijski premier

## grudzień 1980
- 1 grudnia lub 6 grudnia – Ola Lilith, polsko-amerykańska piosenkarka i aktorka
- 2 grudnia – Romain Gary, francuski pisarz pochodzenia żydowskiego, scenarzysta i reżyser filmowy, dyplomata
- 3 grudnia – Oswald Mosley, brytyjski faszysta
- 4 grudnia – Stanisława Walasiewicz (Stella Walsh), polska lekkoatletka mieszkająca w USA
- 8 grudnia – John Lennon, brytyjski muzyk rock’n’rollowy, współzałożyciel The Beatles
- 16 grudnia – Harland Sanders, amerykański przedsiębiorca, założyciel KFC
- 16 grudnia
  - Stanisław Tatar, polski generał, szef oddziału operacyjnego ZWZ-AK
  - Hellmuth Walter, niemiecki inżynier
- 18 grudnia – Aleksiej Kosygin, radziecki polityk
- 19 grudnia – Conrad Ahlers, niemiecki dziennikarz i polityk
- 20 grudnia – Dagmar Salén, szwedzka żeglarka, medalistka olimpijska
- 24 grudnia – Karl Dönitz, Grossadmiral Kriegsmarine, ostatni wódz III Rzeszy
- 31 grudnia – Marshall McLuhan, kanadyjski teoretyk komunikacji, autor koncepcji „globalnej wioski”